# マチュー・ファン・デル・プール
マチュー・ファン・デル・プール（Mathieu van der Poel、1995年1月19日 - ）はベルギー、アントウェルペン州カペレン出身でオランダ国籍の自転車競技選手。シクロクロスとロードレースを中心にマウンテンバイクレースでも活動している。
名は「マテュー」、姓は「ファン・デル・ポール」「ヴァン・デル・ポール」などとも表記される。
父のアドリ・ファン・デル・プールもシクロクロスとロードレースの両方で活躍した自転車競技選手である。また母方の祖父にあたるレイモン・プリドールは、ブエルタ・ア・エスパーニャ総合優勝等の実績を持つロードレース選手である。兄のダヴィド・ファン・デル・プールも自転車選手。

## 主な戦績

### ロードレース

#### 2018年
- オランダ選手権　優勝（ロードレース）
- ヨーロッパ選手権 2位
- アークティック・レース・オブ・ノルウェー  ポイント賞（第1,4ステージ優勝）

#### 2019年
- ツアー・オブ・アンタルヤ（英語版） 優勝
- グランプリ・ド・ドナン 優勝
- ドワルス・ドール・フラーンデレン 優勝
- ブラバンツ・パイル 優勝
- アムステルゴールドレース 優勝
- アークティック・レース・オブ・ノルウェー 区間優勝（第1ステージ）
- ツアー・オブ・ブリテン  総合優勝（第4,7,8ステージ優勝）

#### 2020年
- オランダ選手権　優勝（ロードレース）
- ティレーノ〜アドリアティコ 区間優勝（第7ステージ）
- ビンクバンク・ツアー  総合優勝（第5ステージ優勝）
- ロンド・ファン・フラーンデレン 優勝

#### 2021年
- UAEツアー 区間優勝（第1ステージ）
- ストラーデ・ビアンケ 優勝
- ティレーノ〜アドリアティコ 区間2勝（第3,5ステージ）
- ツール・ド・スイス 区間2勝（第2,3ステージ）
- ツール・ド・フランス 区間優勝（第2ステージ）
- アントワープ・ポート・エピック（英語版） 優勝

#### 2022年
- セッティマーナ・インテルナツィオナーレ・ディ・コッピ・エ・バルタリ 区間優勝（第4ステージ）
- ドワルス・ドール・フラーンデレン 優勝
- ロンド・ファン・フラーンデレン 優勝
- ジロ・デ・イタリア 総合敢闘賞（第1ステージ優勝）
- グランプリ・ド・ワロニー 優勝

#### 2023年
- ミラノ〜サンレモ 優勝
- パリ〜ルーベ 優勝
- バロワーズ・ベルギー・ツアー  総合優勝、 ポイント賞（第4ステージ優勝）
- UCI世界選手権 個人ロードレース  優勝
- スーパー8クラシック 優勝

#### 2024年
- E3サクソ・クラシック 優勝
- ロンド・ファン・フラーンデレン 優勝
- パリ〜ルーベ 優勝
- ツール・ド・ルクセンブルク  ポイント賞（第1ステージ優勝）

#### 2025年
- ル・サミン 優勝
- ミラノ〜サンレモ 優勝
- E3サクソ・クラシック 優勝
- パリ〜ルーベ 優勝
- ツール・ド・フランス 区間優勝（第2ステージ）

### シクロクロス

#### 2010–2011年
- オランダ選手権 シクロクロス カデット  優勝

#### 2011–2012年
- UCIシクロクロス世界選手権大会 ジュニア  優勝
- シクロクロス・ヨーロッパ選手権 ジュニア  優勝
- オランダ選手権 シクロクロス ジュニア  優勝
- UCIシクロクロスワールドカップ ジュニア  総合優勝
  - シクロクロス・ターボル 優勝
  - ドゥイネンクロス・コクサイデ 優勝
  - シクロクロス・リエヴァン 優勝
  - グランプリ・アドリ・ファンデルプール 優勝
- スーパープレスティージュ ジュニア 総合優勝
  - シクロクロス・ゾンホーフェン 優勝
  - ボレッケスクロス 優勝
  - シクロクロス・ガーフェレ 優勝
  - スーパープレスティージュ・ギーテン 優勝
  - スーパープレスティージュ・ディーゲム 優勝
  - フラムス・アードベイエンクロス 優勝
  - ノールドゼークロス 優勝
- シクロクロス・ガゼット・ファン・アントウェルペン ジュニア 
  - グランプリ・ファン・ハッセルト 優勝
  - グランプリ・ローモア 優勝
  - アーゼンクロス 優勝
  - グランプリ・スヴェン・ネイス 優勝
  - スライティングスプライス・オーストマレ 優勝
- シクロクロス・カルムトハウト ジュニア 優勝

#### 2012–2013年
- UCIシクロクロス世界選手権大会 ジュニア  優勝
- シクロクロス・ヨーロッパ選手権 ジュニア  優勝
- オランダ選手権 シクロクロス ジュニア  優勝
- UCIシクロクロスワールドカップ ジュニア  総合優勝
  - シクロクロス・ターボル 優勝
  - シクロクロス・プルゼニ 優勝
  - ドゥイネンクロス・コクサイデ 優勝
  - グランプリ・エリック・デ・フラーミンク 優勝
  - メモリアル・ロマーノ・スコッティ 優勝
  - グランプリ・アドリ・ファンデルプール 優勝
- スーパープレスティージュ ジュニア 総合優勝
  - シクロクロス・ラダーフォールド 優勝
  - シクロクロス・ゾンホーフェン 優勝
  - ボレッケスクロス 優勝
  - シクロクロス・ガーフェレ 優勝
  - スーパープレスティージュ・ギーテン 優勝
  - スーパープレスティージュ・ディーゲム 優勝
  - フラムス・アードベイエンクロス 優勝
  - ノールドゼークロス 優勝
- Bポスト・バンク・トロフェー ジュニア
  - GP・マリオ・デ・クレルク 優勝
  - シクロクロス・コッペンベルグ 優勝
  - グランプリ・スヴェン・ネイス 優勝
  - スライティングスプライス・オーストマレ 優勝
- シクロクロス・カルムトハウト ジュニア 優勝

#### 2013–2014年
- オランダ選手権 シクロクロス U23  優勝
- UCIシクロクロスワールドカップ U23  総合優勝
  - シクロクロス・プルゼニ 優勝
  - ドゥイネンクロス・コクサイデ 優勝
  - グランプリ・エリック・デ・フラーミンク 優勝
  - メモリアル・ロマーノ・スコッティ 優勝
- スーパープレスティージュ U23
  - シクロクロス・ラダーフォールド 優勝
  - ボレッケスクロス 優勝
  - スーパープレスティージュ・ギーテン 優勝
  - スーパープレスティージュ・ディーゲム 優勝
- Bポスト・バンク・トロフェー U23
  - GP・マリオ・デ・クレルク 優勝
- ボエルス・クラシック・インターナショナル 優勝
- フラムス・インダストリプライス・ボズダイン 優勝

#### 2014–2015年
- UCIシクロクロス世界選手権大会  優勝
- オランダ選手権 シクロクロス  優勝
- UCIシクロクロスワールドカップ
  - グランプリ・アドリ・ファンデルプール（英語版） 優勝
- 2014-15 シクロクロススーパープレスティージュ（英語版） 総合優勝
  - スーパープレスティージュ・ギーテン（英語版） 優勝
  - スーパープレスティージュ・ディーゲム（英語版） 優勝
  - フラムス・アードベイエンクロス（英語版） 優勝
- 2014-15 シクロクロスBポスト・バンク・トロフェー（英語版）
  - クラヴァーテンクロス（英語版） 優勝
- シュヘルデクロス・アントウェルペン（英語版） 優勝
- ワースランドクロス（英語版） 優勝
- シクロクロス・ルーヴェン（英語版） 優勝
- ボエルス・クラシック・インターナショナル 優勝
- スーダル・シクロクロス・マスターズ・ワレヘム 優勝

#### 2015–2016年
- オランダ選手権 シクロクロス  優勝
- UCIシクロクロスワールドカップ
  - シクロクロス・ナミュール（英語版） 優勝
  - グランプリ・エリック・デ・フラーミンク（英語版） 優勝
  - リニエール・アン・ベリー 優勝
  - グランプリ・アドリ・ファンデルプール（英語版） 優勝
- 2015-16 シクロクロススーパープレスティージュ（英語版）
  - スーパープレスティージュ・ディーゲム（英語版） 優勝
  - フラムス・アードベイエンクロス（英語版） 優勝
  - ノールドゼークロス（英語版） 優勝
- フラムス・ドラウヴンフェルドリット・オーフェルアイゼ（英語版） 優勝
- ウェーバースミスダグクロス（オランダ語版） 優勝
- キャスティールクロス・ゾンネベーケ（英語版） 優勝

#### 2016–2017年
- オランダ選手権 シクロクロス  優勝
- 2016-17 シクロクロススーパープレスティージュ（英語版） 総合優勝
  - スーパープレスティージュ・ギーテン（英語版） 優勝
  - シクロクロス・ゾンホーフェン（英語版） 優勝
  - シクロクロス・ラダーフォールド（英語版） 優勝
  - シクロクロス・ガーフェレ（英語版） 優勝
  - スーパープレスティージュ・ディーゲム（英語版） 優勝
  - フラムス・アードベイエンクロス（英語版） 優勝
  - ノールドゼークロス（英語版） 優勝
- DVV・トロフェー
  - フランドリアンクロス（英語版） 優勝
  - シュヘルデクロス・アントウェルペン（英語版） 優勝
  - クラヴァーテンクロス（英語版） 優勝
- ブリコ・クロス（英語版）
  - ベレンクロス（英語版） 優勝
  - シクロクロス・フォッセンホル〜マルデゲム（英語版） 優勝
  - ベスティングクロス（英語版） 優勝
- フロート・プライス・ファン・ブラバント（オランダ語版） 優勝
- ジルフェルメールクロス（オランダ語版） 優勝
- フラムス・ドラウヴンフェルドリット・オーフェルアイゼ（英語版） 優勝
- ナショナル・シクロクロス・オテゲム（英語版） 優勝
- シクロクロス・ルーヴェン（英語版） 優勝
- UCIシクロクロスワールドカップ 総合8位
  - カウベルグ・シクロクロス（英語版） 優勝
  - ポルダークロス・ツェーフェン（英語版） 優勝
  - シクロクロス・ナミュール（英語版） 優勝

#### 2017–2018年
- シクロクロス・ヨーロッパ選手権（英語版）  優勝
- オランダ選手権 シクロクロス  優勝
- UCIシクロクロスワールドカップ  総合優勝
  - ジングル・クロス・アイオワ（英語版） 優勝
  - ウォータールー・ウィスコンシン（英語版） 優勝
  - ドゥイネンクロス・コクサイデ（英語版） 優勝
  - クロスデンマーク（英語版） 優勝
  - グランプリ・エリック・デ・フラーミンク（英語版） 優勝
  - グランプリ・ノメ（英語版） 優勝
  - グランプリ・アドリ・ファンデルプール（英語版） 優勝
- DVV・トロフェー 総合優勝
  - シクロクロス・コッペンベルグ（英語版） 優勝
  - フランドリアンクロス（英語版） 優勝
  - グランプリ・ローモア（英語版） 優勝
  - スヘルデクロス・アントウェルペン（英語版） 優勝
  - アーゼンクロス（英語版） 優勝
  - グランプリ・スヴェン・ネイス（英語版） 優勝
  - クラヴァーテンクロス（英語版） 優勝
- 2017-18 シクロクロススーパープレスティージュ（英語版） 総合優勝
  - スーパープレスティージュ・ギーテン（英語版） 優勝
  - シクロクロス・ゾンホーフェン（英語版） 優勝
  - シクロクロス・ラダーフォールド（英語版） 優勝
  - スーパープレスティージュ・ディーゲム（英語版） 優勝
  - フラムス・アードベイエンクロス（英語版） 優勝
  - ノールドゼークロス（英語版） 優勝
- ブリコ・クロス（英語版）
  - フロートプライス・スタッド・エークロ（英語版） 優勝
  - ベレンクロス（英語版） 優勝
  - ポルダースクロス（英語版） 優勝
  - ベスティングクロス（英語版） 優勝
- トレック CX カップ（英語版） 優勝
- フロート・プライス・ファン・ブラバント（オランダ語版） 優勝
- フラムス・ドラウヴンフェルドリット・オーフェルアイゼ（英語版） 優勝
- ナショナル・シクロクロス・オテゲム（英語版） 優勝
- スライティングスプライス・オーストマレ（英語版） 優勝

#### 2018–2019年
- UCIシクロクロス世界選手権大会  優勝
- シクロクロス・ヨーロッパ選手権（英語版）  優勝
- オランダ選手権 シクロクロス  優勝
- UCIシクロクロスワールドカップ 総合3位
  - シクロクロス・ベルン（英語版） 優勝
  - シクロクロス・ターボル（英語版） 優勝
  - ドゥイネンクロス・コクサイデ（英語版） 優勝
  - シクロクロス・ナミュール（英語版） 優勝
  - グランプリ・エリック・デ・フラーミンク（英語版） 優勝
  - グランプリ・アドリ・ファンデルプール（英語版） 優勝
- 2018-19 シクロクロススーパープレスティージュ（英語版） 総合優勝
  - スーパープレスティージュ・ギーテン（英語版） 優勝
  - シクロクロス・ブーム（英語版） 優勝
  - シクロクロス・ラダーフォールド（英語版） 優勝
  - シクロクロス・ガーフェレ（英語版） 優勝
  - シクロクロス・ゾンホーフェン（英語版） 優勝
  - スーパープレスティージュ・ディーゲム（英語版） 優勝
  - フラムス・アードベイエンクロス（英語版） 優勝
  - ノールドゼークロス（英語版） 優勝
- DVV・トロフェー 総合優勝
  - ニール・ヤールマルクト・クロス（英語版） 優勝
  - フランドリアンクロス（英語版） 優勝
  - スヘルデクロス・アントウェルペン（英語版） 優勝
  - アーゼンクロス（英語版） 優勝
  - グランプリ・スヴェン・ネイス（英語版） 優勝
  - ブリュッセル大学クロス（英語版） 優勝
  - クラヴァーテンクロス（英語版） 優勝
- ブリコ・クロス（英語版）
  - ベレンクロス（英語版） 優勝
  - GP・マリオ・デ・クレルク（英語版） 優勝
  - シクロクロス・フォッセンホル〜マルデゲム（英語版） 優勝
  - ベスティングクロス（英語版） 優勝
- アンビアンスクロス（英語版） 優勝
- ワースランドクロス（英語版） 優勝
- ナショナル・シクロクロス・オテゲム（英語版） 優勝

#### 2019–2020年
- UCIシクロクロス世界選手権大会  優勝
- シクロクロス・ヨーロッパ選手権（英語版）  優勝
- オランダ選手権 シクロクロス  優勝
- UCIシクロクロスワールドカップ
  - シクロクロス・ターボル（英語版） 優勝
  - ドゥイネンクロス・コクサイデ（英語版） 優勝
  - シクロクロス・ナミュール（英語版） 優勝
  - グランプリ・エリック・デ・フラーミンク（英語版） 優勝
  - グランプリ・アドリ・ファンデルプール（英語版） 優勝
- 2019-20 シクロクロススーパープレスティージュ（英語版） 総合優勝
  - シクロクロス・ラダーフォールド（英語版） 優勝
  - スーパープレスティージュ・ディーゲム（英語版） 優勝
- DVV・トロフェー
  - フランドリアンクロス（英語版） 優勝
  - アーバンクロス（英語版） 優勝
  - アーゼンクロス（英語版） 優勝
  - グランプリ・スヴェン・ネイス（英語版） 優勝
  - ブリュッセル大学クロス（英語版） 優勝
- エチアス・クロス（英語版）
  - シルヴェスター・シクロクロス（英語版） 優勝
- レクタビット・シリーズ（オランダ語版）
  - ニール・ヤールマルクト・クロス（英語版） 優勝
  - ワースランドクロス（英語版） 優勝
- アンビアンスクロス（フランス語版） 優勝
- ジルフェルメールクロス（オランダ語版） 優勝
- フラムス・ドラウヴンフェルドリット・オーフェルアイゼ（英語版） 優勝
- シクロクロス・グルレーゲム（オランダ語版） 優勝
- ナショナル・シクロクロス・オテゲム（英語版） 優勝
- キャスティールクロス・ゾンネベーケ（英語版） 優勝

#### 2020–2021年
- UCIシクロクロス世界選手権大会  優勝
- UCIシクロクロスワールドカップ 総合2位
  - シクロクロス・ナミュール（英語版） 優勝
  - ベスティングクロス（英語版） 優勝
- 2020-21 シクロクロススーパープレスティージュ（英語版）
  - グランプリ・エリック・デ・フラーミンク（英語版） 優勝
- X²O・バットカームルス・トロフェー
  - スヘルデクロス・アントウェルペン（英語版） 優勝
  - グランプリ・スヴェン・ネイス（英語版） 優勝
  - フランドリアンクロス（英語版） 優勝
- エチアス・クロス（英語版）
  - グランプリ・ローモア（英語版） 優勝
  - シルヴェスター・シクロクロス（英語版） 優勝
- シクロクロス・グルレーゲム（オランダ語版） 優勝

#### 2022–2023年
- UCIシクロクロス世界選手権大会  優勝
- UCIシクロクロスワールドカップ
  - ベスティングクロス（英語版） 優勝
  - スヘルデクロス・アントウェルペン（英語版） 優勝
  - シクロクロス・ガーフェレ（英語版） 優勝
  - ベニドルム 優勝
  - ブザンソン 優勝
- X²O・バットカームルス・トロフェー
  - ヘーレンタルス（英語版） 優勝

#### 2023–2024年
- UCIシクロクロス世界選手権大会  優勝
- UCIシクロクロスワールドカップ
  - スヘルデクロス・アントウェルペン（英語版） 優勝
  - ガーフェレ（英語版） 優勝
  - ヴェスティングクロス・フルスト（英語版） 優勝
  - ゾンホーフェン（英語版） 優勝
  - GPアドリ・ファンデルプール・フーガーハイデ（英語版） 優勝
- スーパープレスティージュ (シクロクロス)
  - スーパープレスティージュ・ディーゲム（英語版） 優勝
- X²O・バットカームルス・トロフェー
  - ヘーレンタルス（英語版） 優勝
  - GPスヴェンネイス（英語版） 優勝
  - ダイネンクロス・コクサイデ（英語版） 優勝
  - フランドリアンクロス・ハンメ（英語版） 優勝
- エグザクト・クロス （英語版）
  - ジルフェルメールクロス・モル（英語版） 優勝
  - アーゼンクロス・ローエンハウト（英語版） 優勝

#### 2024–2025年
- UCIシクロクロス世界選手権大会  優勝
- UCIシクロクロスワールドカップ
  - ゾンホーフェン（英語版） 優勝
  - ガーフェレ（英語版） 優勝
  - ブザンソン 優勝
  - マースメヘレン 優勝
  - ホーヘルハイデ（英語版）
- スーパープレスティージュ (シクロクロス)
  - ジルフェルメールクロス・モル（英語版） 優勝
- エグザクト・クロス （英語版）
  - アーゼンクロス・ローエンハウト（英語版） 優勝

### マウンテンバイク

#### 2016年
- キプロス・サンシャイン・カップ#1 第2ステージ 優勝

#### 2017年
- ベルジャン・MTB・チャレンジ  総合優勝
  - 区間優勝(第1,2ステージ)

#### 2018年
- オランダ選手権 クロスカントリー  優勝

#### 2019年
- クロスカントリー・ヨーロッパ選手権（英語版）  優勝
- ベルジャン・MTB・チャレンジ  総合優勝
  - 区間優勝(第1,2,3ステージ)
- UCI・クロスカントリー・ワールドカップ（英語版） 総合2位
  - ノヴェー・ムニェスト（英語版） 優勝
  - ヴァル・ディ・ソーレ（英語版） 優勝
  - レンツァーハイデ（英語版） 優勝

#### 2021年
- UCIマウンテンバイクワールドカップ
  - アルプシュタット 優勝
  - ノヴェー・ムニェスト 優勝

### グラベル

#### 2022年
- UCIグラベル世界選手権（英語版） 3位

#### 2024年
- UCIグラベル世界選手権  優勝